# Liga Premier de Afganistán 2018
La Liga Premier de Afganistán 2018 (por motivos de patrocinio también llamada Rahmani Foundation Afghan Premier League 2018) es el séptimo torneo de la Liga de Fútbol de Afganistán organizado por la Federación de Fútbol de Afganistán desde la suspensión de la Liga de la Ciudad de Kabul, disputada por ocho equipos desde el 7 de octubre del 2018.

## Sistema de campeonato
Se disputará una temporada regular de tres fechas distribuidos los ocho clubes en dos grupos de cuatro equipos cada uno, los dos equipos con mayor puntaje en cada grupo clasificarán a la fase de semifinales, enfrentándose en único partido para definir los finalistas del torneo. El campeón se definirá en un solo partido entre los ganadores de cada llave en la fase de semifinales.

## Equipos participantes
| Club               | Locación | Grupo   |
| ------------------ | -------- | ------- |
| De Abasin Sape     | Sureste  | Grupo A |
| De Maiwand Atalan  | Suroeste | Grupo B |
| De Spin Ghar Bazan | Este     | Grupo A |
| Mawjhai Amu        | Noroeste | Grupo A |
| Oqaban Hindukush   | Centro   | Grupo B |
| Shaheen Asmayee    | Kabul    | Grupo A |
| Simorgh Alborz     | Norte    | Grupo B |
| Toofaan Harirod    | Oeste    | Grupo B |

## Temporada regular
Disputada del 7 de octubre al .

### Grupo A
|  | Pos. | Equipo             |  | PJ | PG | PE | PP | GF | GC | Dif. | Pts. |
|  | ---- | ------------------ |  | -- | -- | -- | -- | -- | -- | ---- | ---- |
|  | 1º   | Shaheen Asmayee    |  | 3  | 3  | 0  | 0  | 6  | 1  | +5   | 9    |
|  | 2º   | De Abasin Sape     |  | 3  | 1  | 1  | 1  | 4  | 4  | 0    | 6    |
|  | 3º   | Mawjhai Amu        |  | 3  | 0  | 2  | 1  | 2  | 4  | -2   | 2    |
|  | 4º   | De Spin Ghar Bazan |  | 3  | 0  | 1  | 2  | 4  | 7  | -3   | 1    |

| Shaheen Asmayee    | 2 - 0 | Mawjhai Amu    | Estadio AFF | 7 de octubre | 17:30 |
| De Spin Ghar Bazan | 2 - 3 | De Abasin Sape | Estadio AFF | 9 de octubre | 17:30 |

| Shaheen Asmayee    | 1 - 0 | De Abasin Sape | Estadio AFF | 11 de octubre | 17:30 |
| De Spin Ghar Bazan | 1 - 1 | Mawjhai Amu    | Estadio AFF | 13 de octubre | 17:30 |

| Shaheen Asmayee | 3 - 1 | De Spin Ghar Bazan | Estadio AFF | 15 de octubre | 17:30 |
| De Abasin Sape  | 1 - 1 | Mawjhai Amu        | Estadio AFF | 17 de octubre | 17:30 |

### Grupo B
|  | Pos. | Equipo            |  | PJ | PG | PE | PP | GF | GC | Dif. | Pts. |
|  | ---- | ----------------- |  | -- | -- | -- | -- | -- | -- | ---- | ---- |
|  | 1º   | Toofaan Harirod   |  | 2  | 2  | 0  | 0  | 4  | 0  | +4   | 6    |
|  | 2º   | De Maiwand Atalan |  | 2  | 1  | 0  | 1  | 2  | 3  | -1   | 3    |
|  | 3º   | Simorgh Alborz    |  | 1  | 0  | 0  | 1  | 0  | 1  | -1   | 0    |
|  | 4º   | Oqaban Hindukush  |  | 1  | 0  | 0  | 1  | 0  | 2  | -2   | 0    |

| De Maiwand Atalan | 2 - 0 | Oqaban Hindukush | Estadio AFF | 8 de octubre  | 17:30 |
| Simorgh Alborz    | 0 - 1 | Toofaan Harirod  | Estadio AFF | 10 de octubre | 17:30 |

| De Maiwand Atalan | 0 - 3 | Toofaan Harirod  | Estadio AFF | 12 de octubre | 17:30 |
| Simorgh Alborz    | -     | Oqaban Hindukush | Estadio AFF | 14 de octubre | 17:30 |

| De Maiwand Atalan | - | Simorgh Alborz   | Estadio AFF | 16 de octubre | 17:30 |
| Toofaan Harirod   | - | Oqaban Hindukush | Estadio AFF | 18 de octubre | 17:30 |

## Play-offs
|  | Semifinales | Semifinales |   |  | Final | Final |  |
|  |             |             |   |  |       |       |  |
|  |             |             |   |  |       |       |  |
|  |             | -           |   |  |       |       |  |
|  |             | -           |   |  |       |       |  |
|  |             |             |   |  |       |       |  |
|  |             |             |   |  |       |       |  |
|  |             |             |   |  |       | -     |  |
|  |             |             | - |  |       |       |  |
|  |             |             |   |  |       |       |  |
|  |             |             |   |  |       |       |  |
|  |             |             |   |  |       |       |  |
|  |             |             |   |  |       |       |  |
|  |             | -           |   |  |       |       |  |
|  |             | -           |   |  |       |       |  |

## Semifinales
Disputada el [[]] y [[]].
|  |  | vs. |  | Estadio AFF, Kabul |  |

|  |  | vs. |  | Estadio AFF, Kabul |  |

## Final
|  |  | vs. |  | Estadio AFF, Kabul |  |

## Goleadores
| Pos. | Jugador             | Goles | Equipo            |
| ---- | ------------------- | ----- | ----------------- |
| 1.º  | Abdul Wahed Noorzai | 2     | De Maiwand Atalan |
| 1.º  | Obaidullah Afzali   | 2     | De Abasin Sape    |
| 2.º  | Fardin Hakimi       | 1     | Shaheen Asmayee   |
| 2.º  | Hussain Alizada     | 1     | Shaheen Asmayee   |
| 2.º  | Zainudin Sharifi    | 1     | De Abasin Sape    |